# Traité de Dresde (1699)
Le traité de Dresde est une alliance offensive et défensive conclue le 25 septembre 1699 entre le Danemark et la Saxe, signé à Dresde par le négociateur danois Christian Detlev von Reventlow et le lieutenant général saxon Jacob Heinrich von Flemming.

## Parties prenantes
Dès le 29 mars 1698, un traité de 14 pages avait été rédigé entre les deux États. Après la mort du roi danois Christian V, son fils Frédéric IV est couronné roi le 25 août 1699. Le nouveau roi recherche des alliés pour mener une guerre contre la Suède. Son objectif était de reconquérir les provinces de Scanie, de Blekinge et de Halland, qui avaient été perdues pendant la guerre de Scanie. En raison du changement de trône au Danemark, Frédéric IV envoya son beau-frère Christian Detlev von Reventlow en mission secrète à Dresde pour persuader Auguste le Fort, électeur de Saxe et roi de Pologne, de former une alliance encore plus étroite contre le roi de Suède.
Auguste cherchait en effet lui aussi des alliés pour mener une guerre contre le roi de Suède Charles XII, inexpérimenté et très jeune, ainsi que contre Stanislas Ier Leszczyński, son adversaire polonais dans la lutte pour la couronne polonaise. Pendant que les Danois et les Saxons négociaient entre eux, Auguste conclut une alliance défensive avec les Suédois. Les négociations entre les Danois et les Saxons restèrent cachées aux Suédois.
Les deux monarques s'engagent à se soutenir mutuellement dans la lutte contre la Suède. En outre, les deux parties soulignent l’importance d’avoir un autre partenaire dans leur alliance. À cet effet, des pourparlers ont débuté à l'automne avec le tsar russe Pierre le Grand. Des pourparlers avaient déjà eu lieu avec le tsar russe à ce sujet un an plus tôt dans le cadre de sa Grande Ambassade, mais ils avaient été interrompus car le tsar avait dû se rendre à Moscou pour réprimer le deuxième soulèvement des Streltsy. Les résultats des négociations ont abouti au traité de Copenhague, dans lequel le tsar russe a rejoint l'alliance.
Le traité n'a duré qu'un an. Après le débarquement suédois à Humlebæk (en) et le traité de Traventhal qui s'enuivit entre la Suède et le Danemark-Norvège, le traité d'alliance entre le Danemark et la Saxe fut résilié.